# Yulara
Yulara, international meist als Ayers Rock Resort bezeichnet, ist eine Touristensiedlung im Northern Territory in Australien mit etwa 850 Einwohnern. Sie entstand 1984 als Rückgrat der touristischen Versorgung für den Zugang zu den Welterben Uluṟu (20 km) und Kata Tjuṯa (50 km) und hat einen Flughafen.
Nach 20 Jahren ist die ursprünglich nur auf individuelle Besucher zugeschnittene Versorgungsstation auf fünf Hotelanlagen in unterschiedlichen Kategorien, einen Campingplatz, Shops und Restaurants angewachsen, die ganzjährig Pauschal-Reisegruppen aus vielen Ländern, insbesondere europäischen, aufnimmt. Ein Besucherzentrum mit Beratung und frei zugänglichen Internet-Terminals informiert über individuell mögliche sowie nur im Rahmen einer Organisation buchbare Touren, u. a. mit Aboriginal-Rangern ins Land der Anangu.
Die Bevölkerung setzt sich großteils aus touristischen Saisonarbeitern zusammen; nur wenige Bewohner leben dauerhaft hier. An Mitglieder der Aborigines vom Stamm der Anangu wird auf Wunsch der dortigen Anangu-Gemeinde kein Alkohol verkauft.
Obwohl die Stadt heutzutage per Flugzeug von Alice Springs, Sydney, Melbourne, Cairns und Perth in nur wenigen Stunden und teilweise mit direkten Verbindungen zu erreichen ist, wählen Individualreisende und Pauschalreiseunternehmen häufig noch die mittlerweile auf asphaltiertem Weg mit PKW und Reisebus bequem gewordene, vier- bis fünfstündige Überlandfahrt durch das Outback des Red Centres, ausgehend vom 400 km entfernten Alice Springs.
Für die ebenfalls im regulären PKW ohne Allradantrieb mögliche Anreise von Port Augusta über den Stuart Highway müssen Reisende mehrere Tage Zeit mitbringen.

## Klima
|                       | Jan  | Feb  | Mär  | Apr  | Mai  | Jun  | Jul  | Aug  | Sep  | Okt  | Nov  | Dez  |   |      |
| Mittl. Tagesmax. (°C) | 38,5 | 36,9 | 34,4 | 29,9 | 24,3 | 20,3 | 20,5 | 23,4 | 28,6 | 31,9 | 34,8 | 36,3 | ⌀ | 29,9 |
| Mittl. Tagesmin. (°C) | 22,6 | 22,3 | 18,9 | 14,5 | 9,5  | 5,6  | 4,6  | 6,0  | 10,8 | 14,6 | 18,1 | 20,6 | ⌀ | 14   |

| 22,6 |

| 22,3 |

| 18,9 |

| 14,5 |

| 9,5 |

| 5,6 |

| 4,6 |

| 6,0 |

| 10,8 |

| 14,6 |

| 18,1 |

| 20,6 |

| 22,6 |

| 22,3 |

| 18,9 |

| 14,5 |

| 9,5 |

| 5,6 |

| 4,6 |

| 6,0 |

| 10,8 |

| 14,6 |

| 18,1 |

| 20,6 |